# Smalltown Supersound

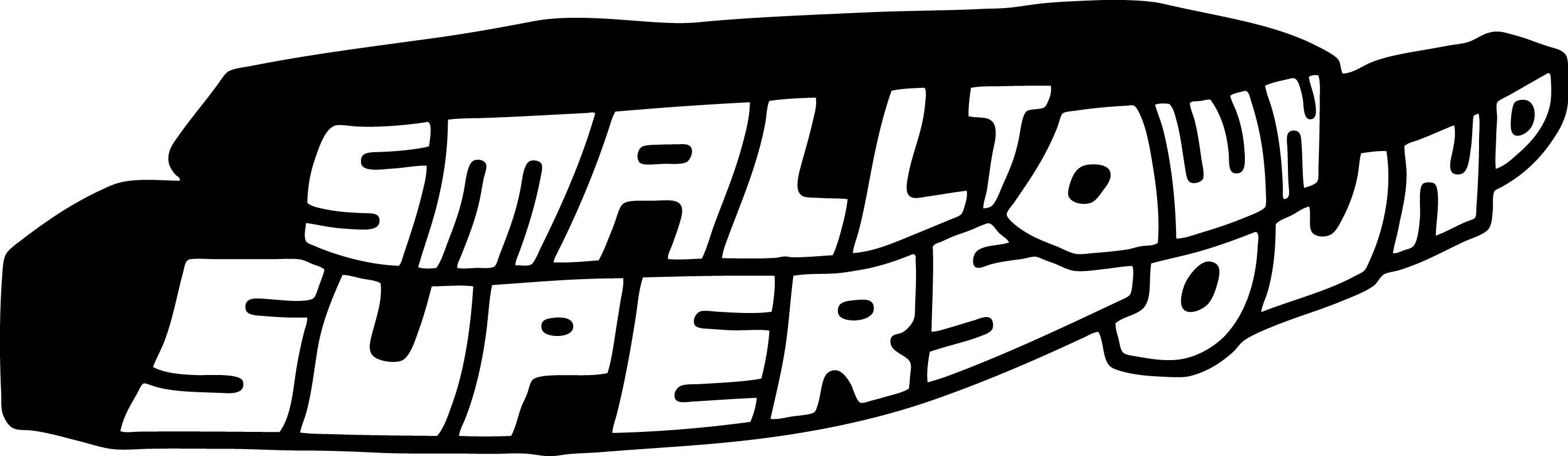
Logo de Smalltown Supersound

Smalltown Supersound  est un label de musique indépendant, basé à Oslo en Norvège, et dédicacé à des nouvelles formes de jazz, rock et de musique électronique.
Leur catalogue comprend des albums de Jaga Jazzist, Kim Hiorthøy,  Mats Gustafsson, Bruce Russell et Sonic Youth, parmi d'autres.
En 2004, ils lancent un sous label Smalltown Superjazzz, dont le but est de sortir des albums de "jazz avec une punk attitude".

## Lien
- (en) Site officiel